# De Havilland DH.108 Swallow

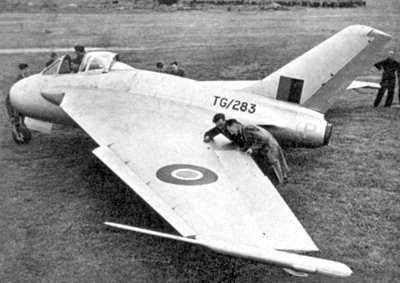
De Havilland DH.108 Swallow

Die de Havilland DH.108 Swallow war ein Experimentalflugzeug des britischen Flugzeugherstellers de Havilland Aircraft Company, Konstrukteur war Ronald Bishop. Das als schwanzloses Flugzeug ausgelegte Modell sollte als halbmaßstäblicher Erprobungsträger für ein geplantes strahlgetriebenes Verkehrsflugzeug dienen, um Erfahrungen mit gepfeilten Tragflächen im Hochgeschwindigkeitsbereich zu sammeln. Die drei gebauten Flugzeuge stürzten im Laufe weniger Jahre ab, wobei die Testpiloten ihr Leben verloren. Darauf gab man das revolutionäre Konzept wieder auf.

## Geschichte
Die Maschinen waren als einsitzige Forschungsflugzeuge aufgebaut. Als Basis dienten das Triebwerk und der Rumpf der Vampire. De Havilland gelang es im Sommer 1945, in Oberammergau Kontakt zu Woldemar Voigt aufzunehmen, der maßgeblich an der Entwicklung der Messerschmitt Me 163 beteiligt war. Die bei den Gesprächen übermittelten Daten flossen in die Konstruktion der gepfeilten Tragflächen ein.
Der Erstflug fand am 15. Mai 1946 statt. Die Flugleistungen der DH.108 übertrafen die zeitgenössischer Strahljäger. Im Laufe der Zeit wurden verschiedene Änderungen und Anpassungen an den drei Prototypen vorgenommen. Der Absturz der ersten Maschine kostete Geoffrey de Havilland Junior am 27. September 1946 das Leben. Er hatte zuvor auf dem Vorbereitungsflug für einen geplanten Rekordflug knapp Mach 0,9 erreicht. 1948 durchbrach der zweite Prototyp in einem kaum mehr kontrollierbaren Sturzflug als erstes europäisches Flugzeug die Schallmauer. Weltweit war dies zuvor nur der raketengetriebenen Bell X-1 und ebenfalls 1948 der F-86 Sabre im Bahnneigungsflug gelungen. Die gleiche Maschine stellte einen 100-Kilometer-Rundenstreckenrekord auf. Sie stürzte kurze Zeit später infolge eines fehlerhaften Sauerstoffsystems ab, was das Leben des zweiten Piloten kostete. Wenige Jahre später ging auch das dritte Flugzeug mitsamt seinem Piloten verloren.
Obwohl der DH.108 Swallow kein Erfolg beschieden war, flossen trotzdem wichtige Erkenntnisse in spätere Projekte ein.

## Technische Daten

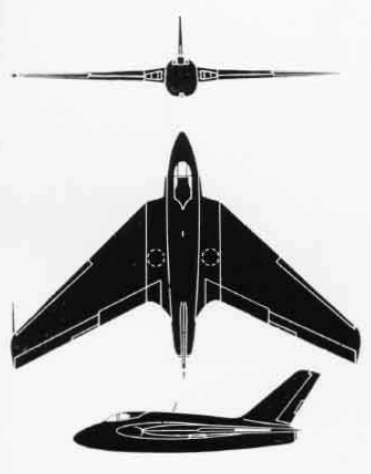
Dreiseitenriss

| Kenngröße             | Daten                                                        |
| --------------------- | ------------------------------------------------------------ |
| Besatzung             | 1                                                            |
| Länge                 | 8,17 m                                                       |
| Spannweite            | 11,89 m                                                      |
| Höhe                  | 4,27 m                                                       |
| Flügelfläche          | 30,47 m²                                                     |
| Flügelstreckung       | 4,6                                                          |
| Startmasse            | 4064 kg                                                      |
| Höchstgeschwindigkeit | 1090 km/h                                                    |
| Reichweite            | 1175 km                                                      |
| Triebwerke            | ein Strahltriebwerk de Havilland Goblin-4 mit 16,67 kN Schub |